# Francesco Mario Pagano
Francesco Mario Pagano (8 de diciembre de 1748 - 29 de octubre de 1799), fue un jurista, filósofo, dramaturgo y político italiano. Considerado uno de los pensadores más grandes de la Ilustración en Italia, Pagano fue el iniciador de la escuela histórica napolitana del derecho.

## Biografía
Nacido en Brienza, provincia de Potenza, hijo de una familia de notarios, Pagano se trasladó a Nápoles después de la muerte de su padre, a la edad de 14 años. Se graduó en Derecho y fue professor de ética (1770) entonces de derecho penal (1785) en la Universidad de Nápoles y ejerciò la práctica de abogado, ganándose el apodo de "Platón napolitano" por sus arengas enriquecidas con citas filosóficas. Francmasón, fue elegido venerable maestro de la logia masónica napolitana "La philantropia".
En 1783 publicó Saggi politici (Ensayos políticos), un tratado de historia filosófica del Reino de Nápoles, en el cual tomó una postura en contra de la tortura y la pena de muerte, abogando por castigos menos severos. En 1794, Pagano defendió Emanuele De Deo, Vincenzo Galiani y Vincenzo Vitaliani, tres republicanos acusados de complotar contra el rey Fernando IV, pero no podía salvarlos de la pena de muerte. En 1796, fue arrestado bajo el cargo de conspirar contra la monarquía borbónica sino fue puesto en libertad por falta de pruebas en 1798.
En el mismo año, Pagano buscó un refugio a Roma, donde fue recibido por miembros de la República Romana, lo que le dio la oportunidad de enseñar derecho público. Se trasladó por un corto tiempo en Milán y, después de la huida del rey Fernando IV en Palermo, regresó a Nápoles el 1 de febrero de 1799, cuando se estableció la República Partenopea. El general francés Jean Étienne Championnet lo nombró entre los miembros que debían presidir el gobierno provisional.
Pagano fue el autor de la Constitución de la República, que no entró en vigor debido a su corta vida. Con la llegada del ejército monárquico comandado por el cardinal Fabrizio Ruffo, tomó las armas para defender el gobierno filo-jacobino pero, fallida la resistencia, fue detenido y condenado a muerte. El 29 de octubre de 1799, Pagano fue ahorcado en la Plaza del Mercado de Nápoles, junto con otros republicanos: Domenico Cirillo, Giorgio Pigliacelli e Ignazio Ciaia.

## Obras
- Saggi politici (1783)
- Considerazioni sul processo criminale (1787)
- Principi del codice penale (1819)
- Logica dei probabili o teoria delle prove (1819)